# Zazamcze
Zazamcze – jedna z największych dzielnic Włocławka, położona na lewym brzegu Wisły w zachodniej części miasta. Przebiega tędy droga krajowa nr 91 i linia kolejowa z Kutna do Piły (dworzec kolejowy Włocławek Zazamcze). W strukturze Kościoła katolickiego osiedle podlega parafii św. Józefa (część zachodnia i południowa Zazamcza) oraz parafii katedralnej (część północno-wschodnia Zazamcza). W zabudowie dominują wielokondygnacyjne budynki. Zazamcze przylega do lasu, będącego popularnym miejscem wypoczynku mieszkańców osiedla. W lesie znajdują się obiekty sportowe, takie jak stadion Przylesie, czy skatepark.
Według oficjalnego projektu Studium uwarunkowań i kierunków zagospodarowania przestrzennego z 2007 r. na północy granice Zazamcza wyznacza rz. Wisła, na wschodzie rz. Zgłowiączka, na południu ostatnimi osiedlami Zazamcza są Lisek oraz Ruda, na zachodzie ostatnią ulicą Zazamcza jest ul. Rózinowska.
Wieś duchowna, własność biskupów włocławskich, położona była w 1785 roku w powiecie brzeskokujawskim województwa brzeskokujawskiego.

## Historia

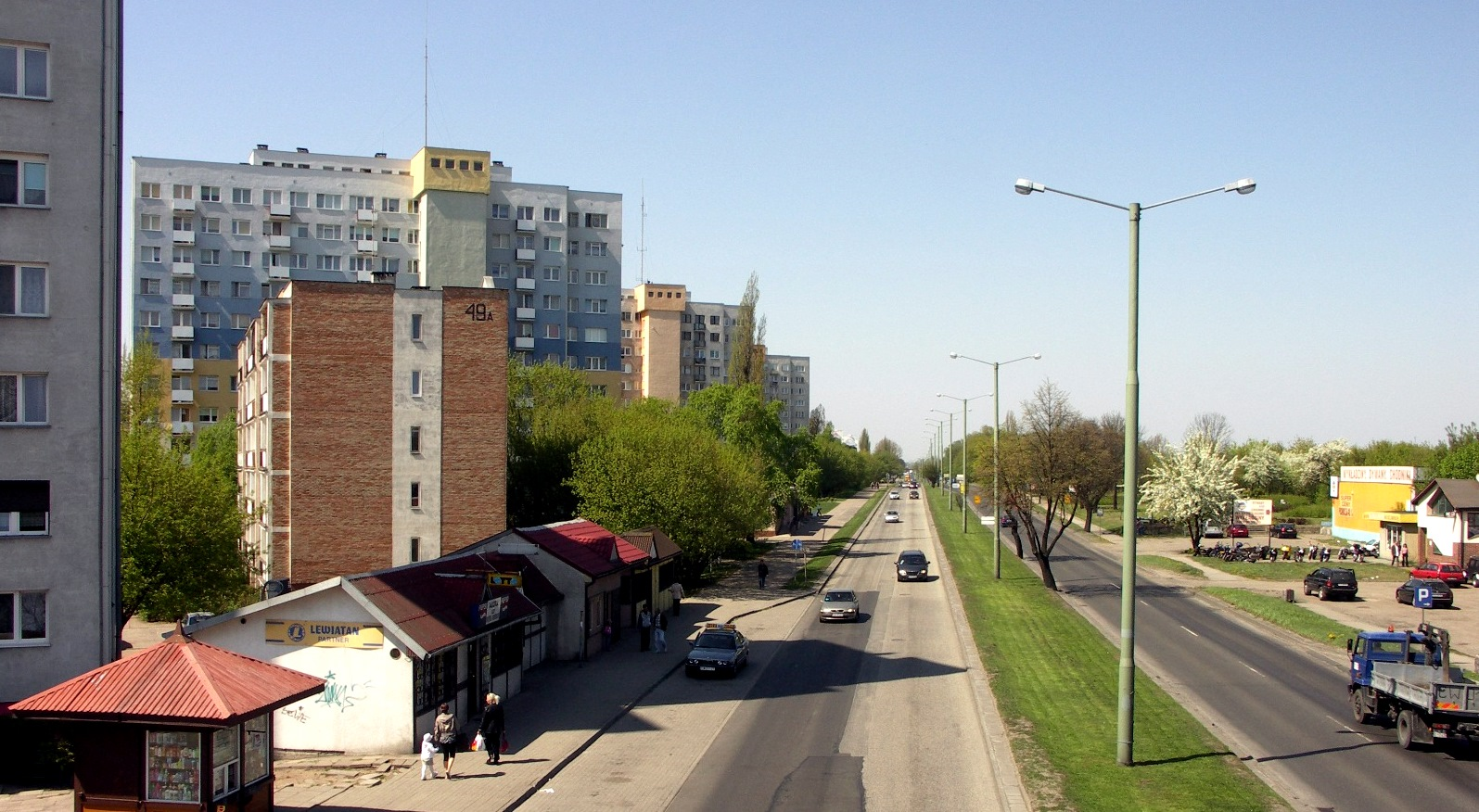
Ulica Toruńska przed przebudową

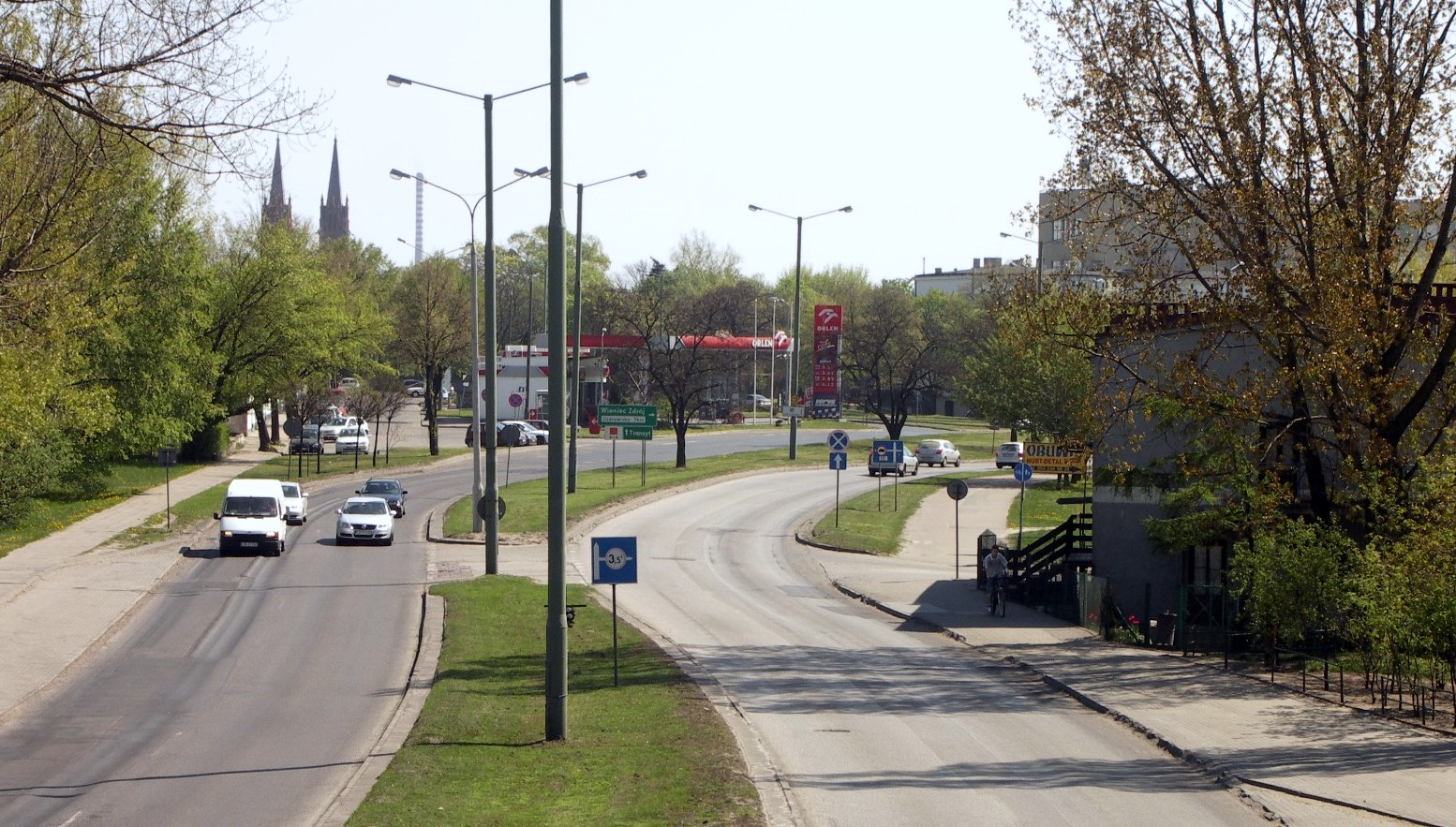
Ulica Toruńska przed przebudową

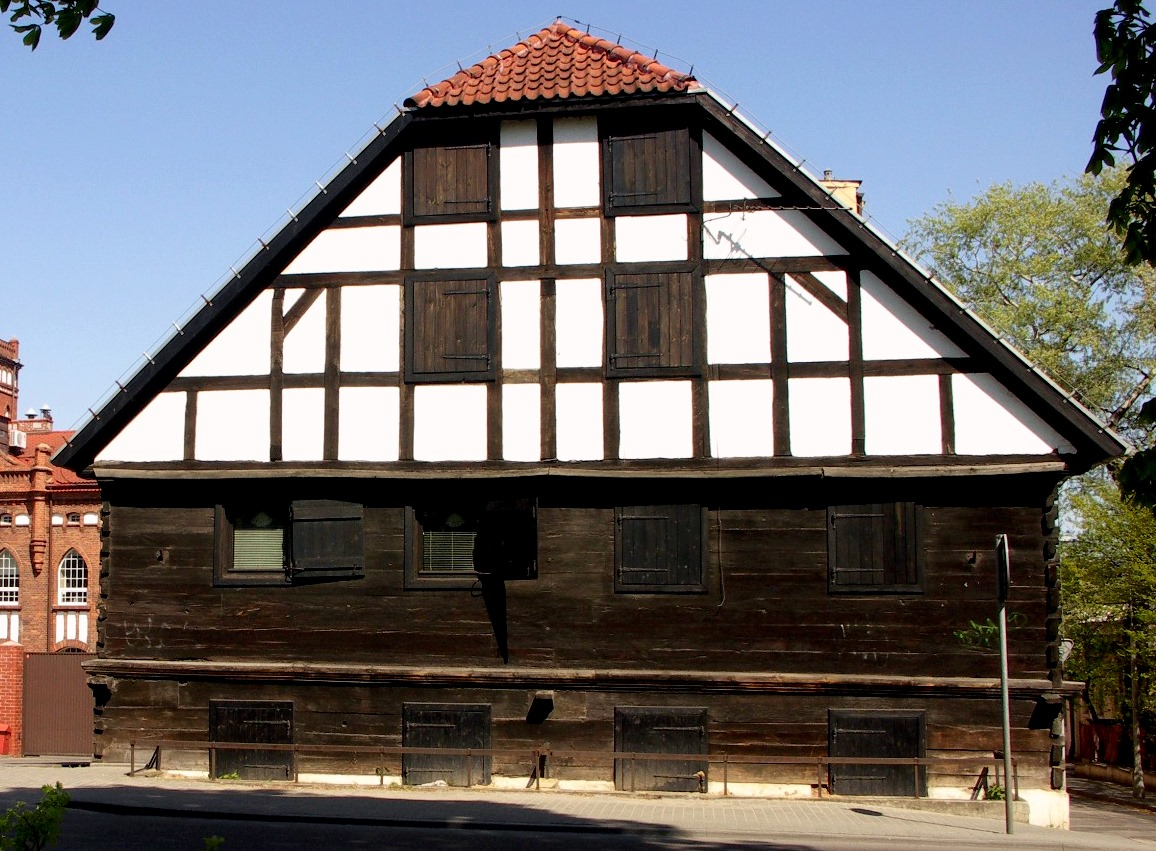
Czarny Spichrz

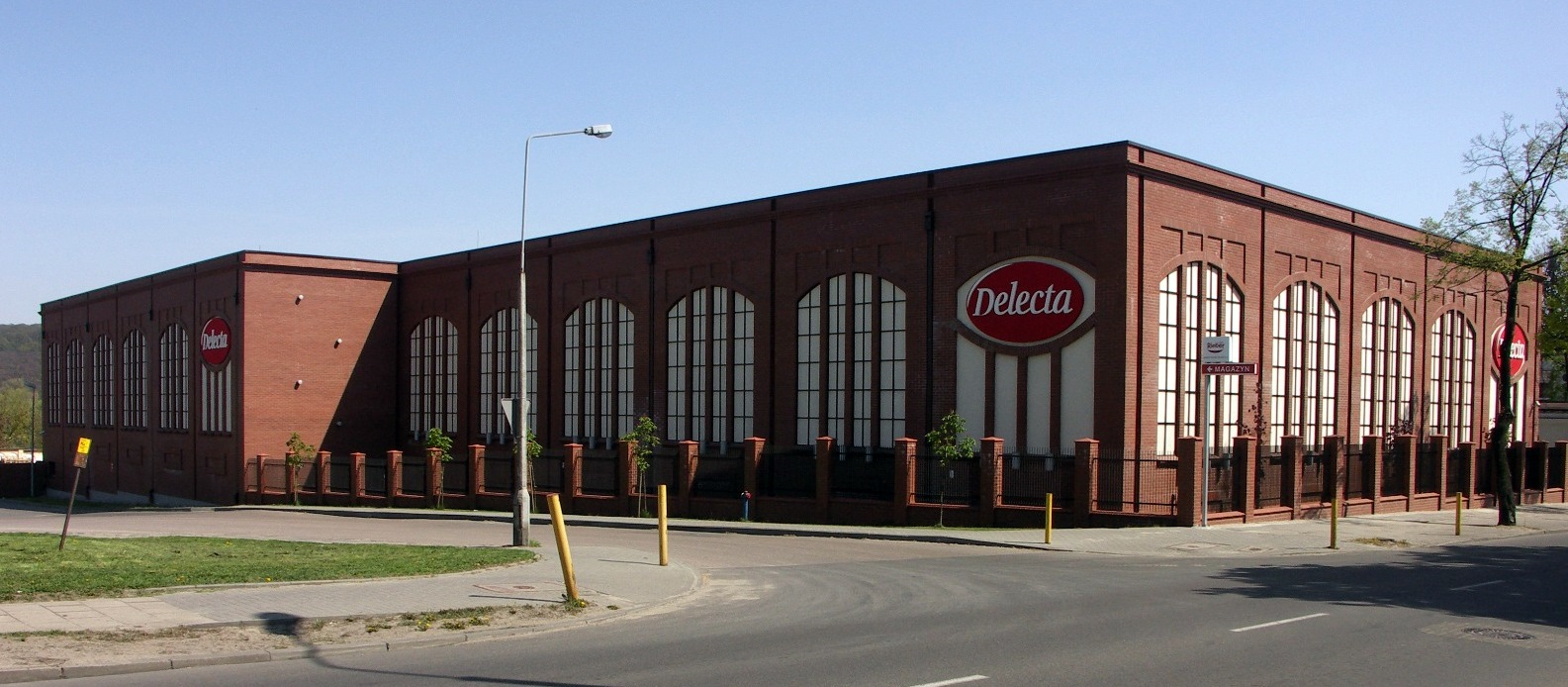
Magazyn Delecty

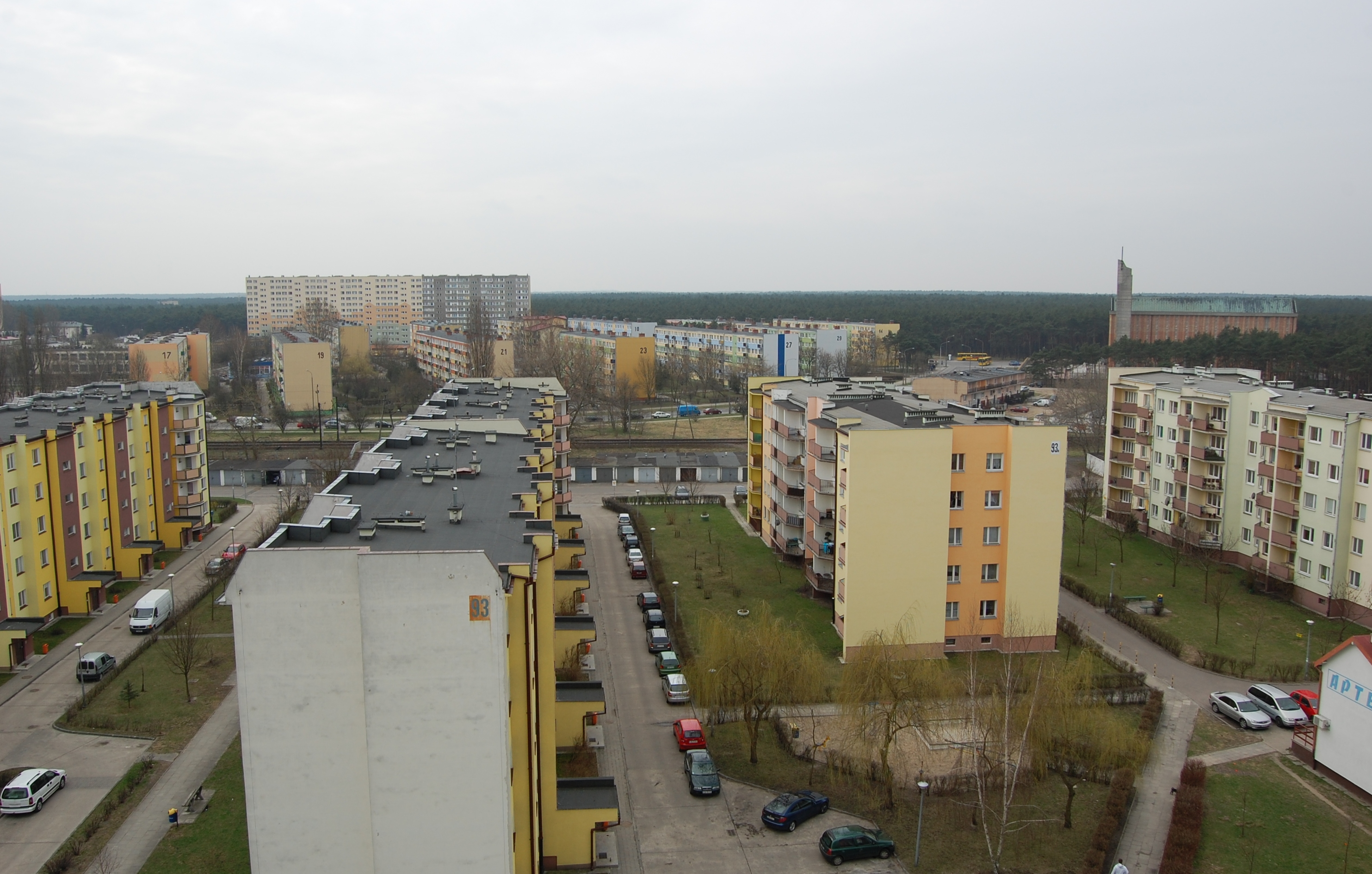
Bloki przy ulicy Toruńskiej

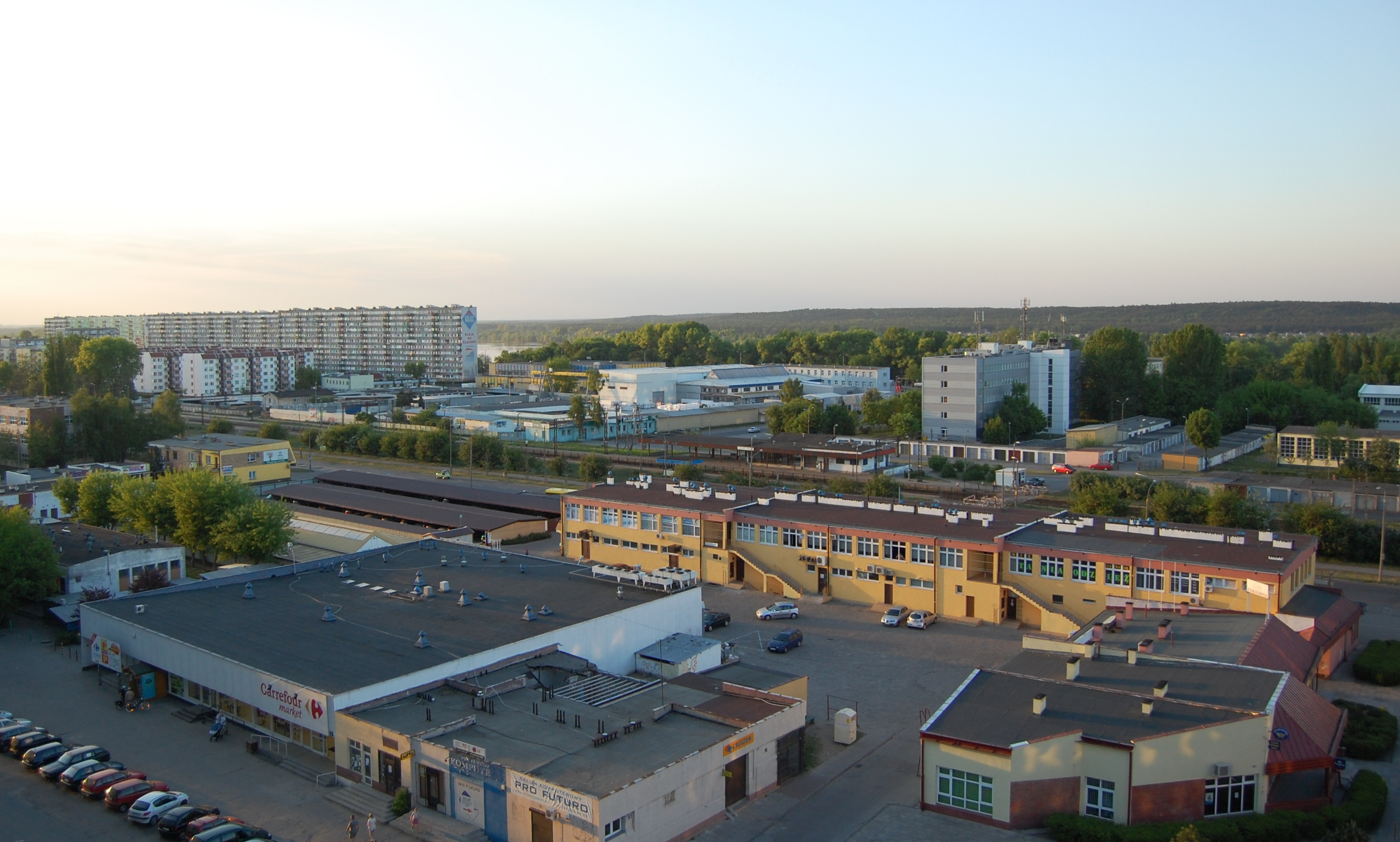
Pawilony handlowe

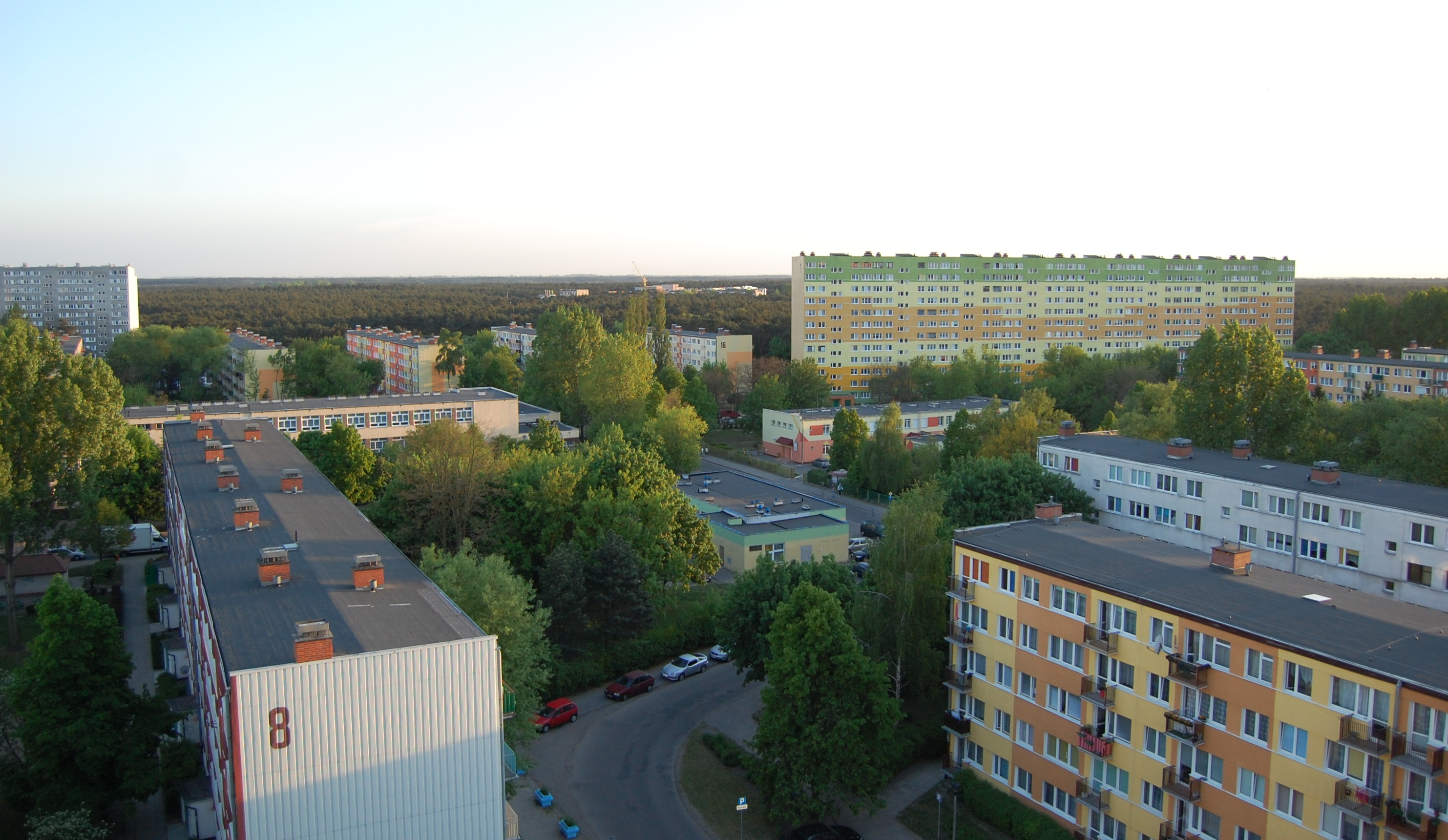
Bloki blisko lasu

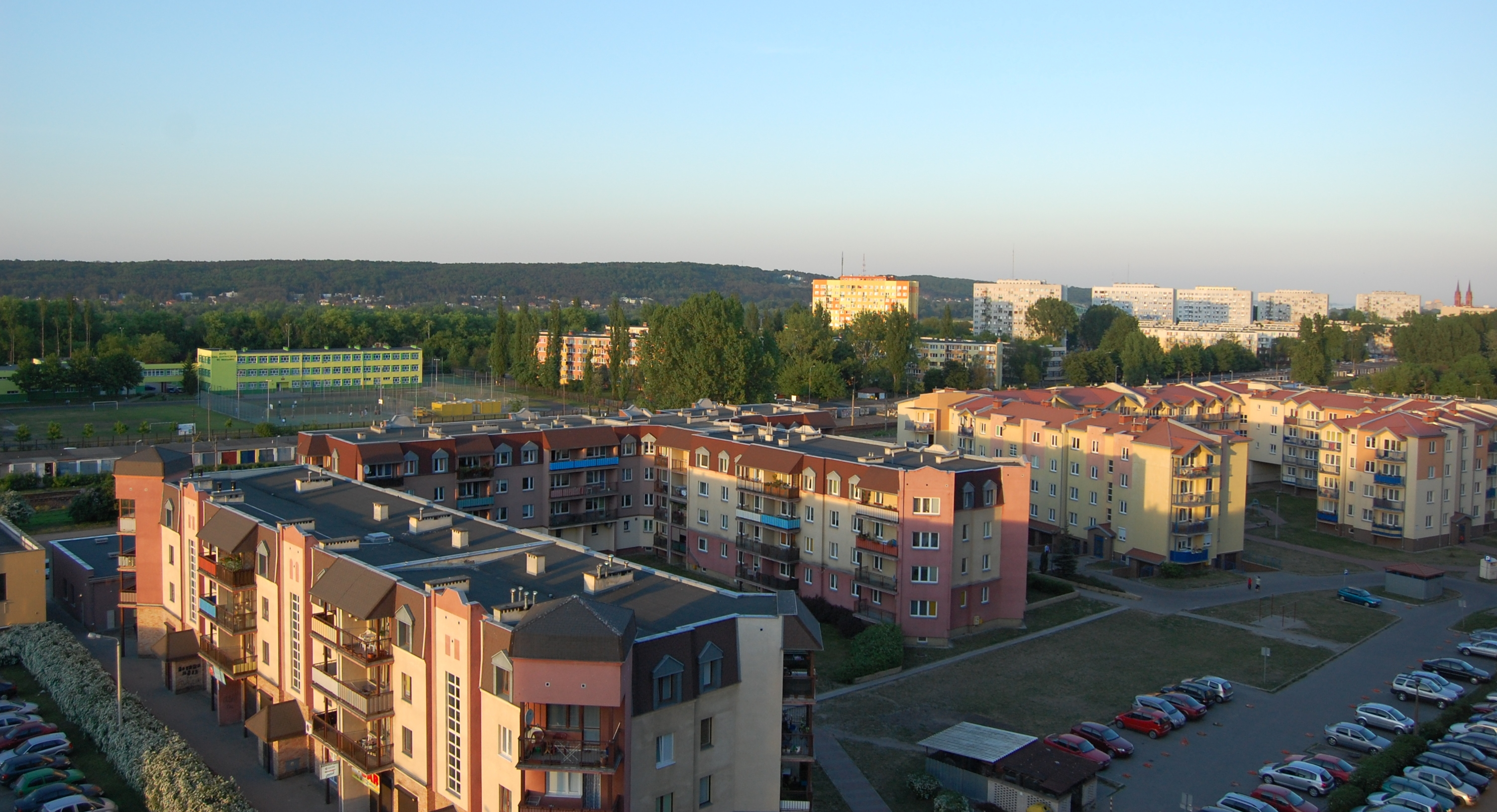
Bloki TBS

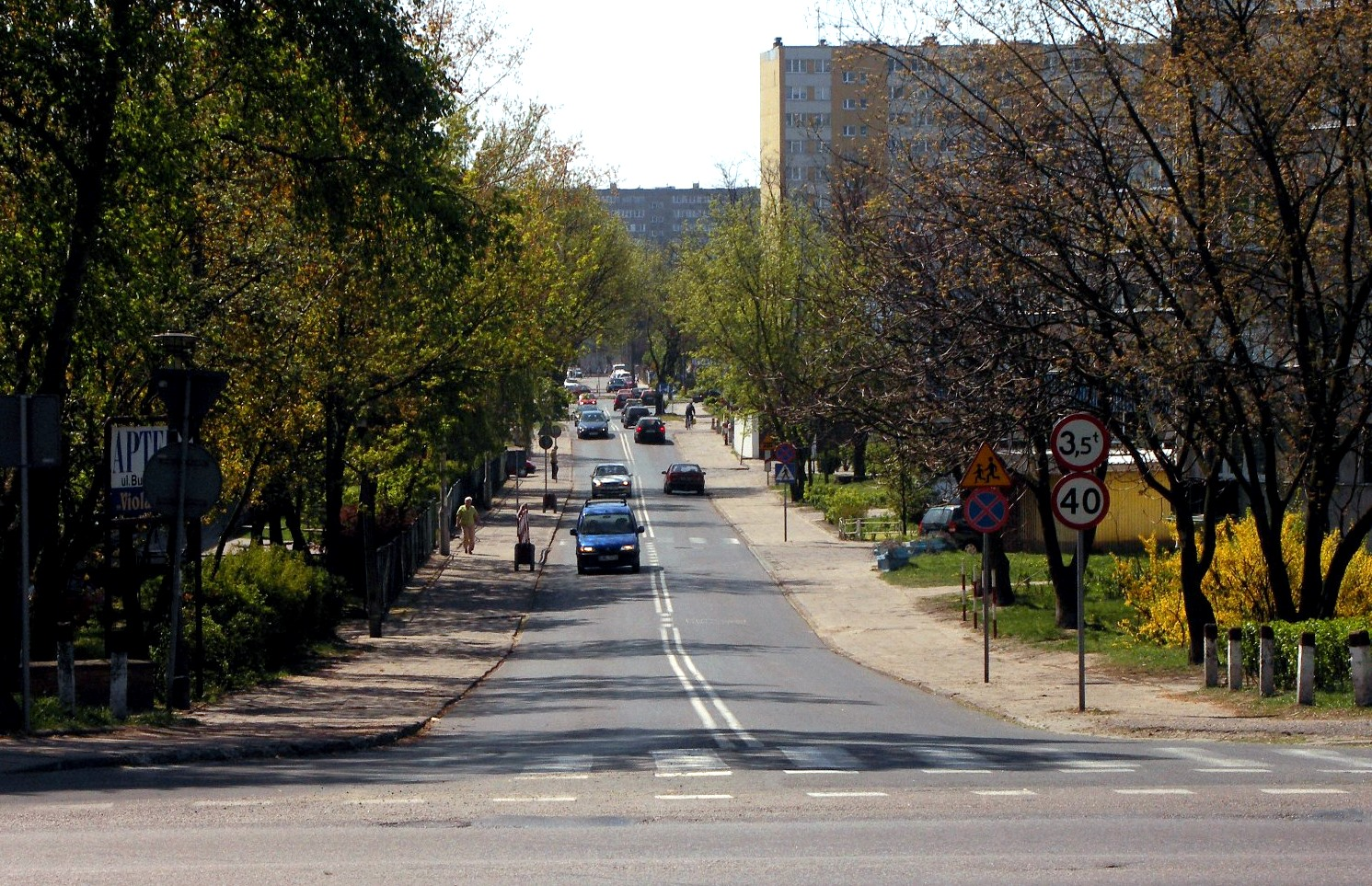
Ulica Hutnicza

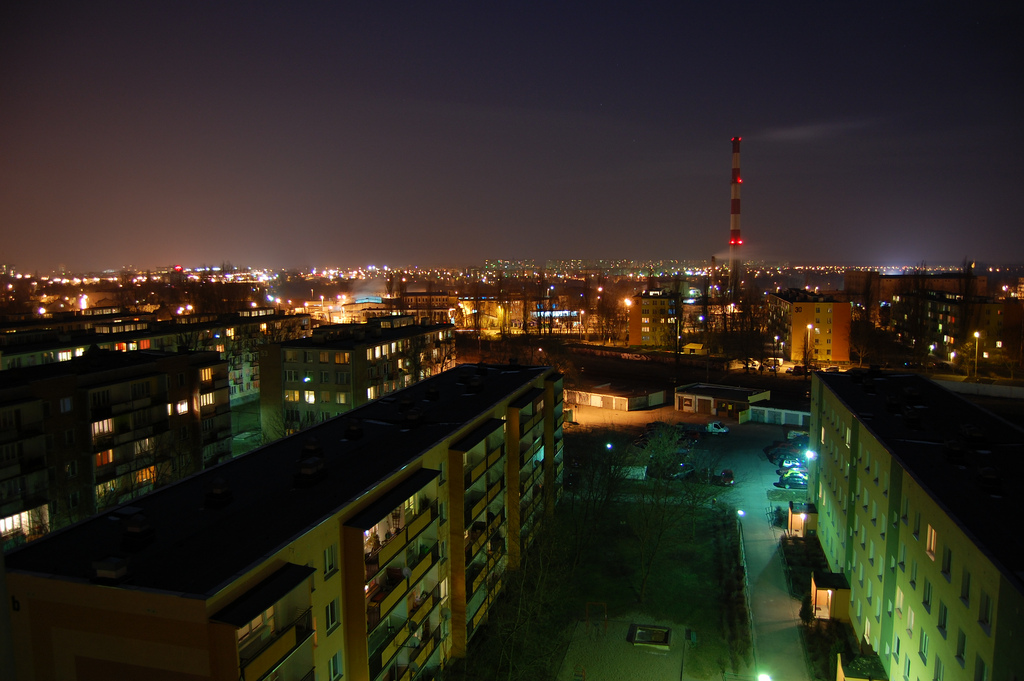
Zazamcze nocą (okolice dawnych KZPOW)

Nazwa Zazamcze odwołuje się do średniowiecznego zamku (znajdował się w okolicach dzisiejszego Pałacu Biskupiego) i oznacza tereny po przeciwnej stronie Zgłowiączki, za zamkiem, za miastem. Były to tereny o charakterze rolniczym. Część Zazamcza, w bezpośredniej bliskości Wisły i Zgłowiączki, dzięki licznym spichrzom, magazynom i rozrastaniu się Włocławka stopniowo zyskiwała na znaczeniu i od XIX wieku traktowana była jako integralna część miasta (w 1816 r. zaczęła powstawać fabryka cykorii Ferdynanda Bohma, w 1850 r. Wilhelm Haak założył fabrykę maszyn rolniczych, w 1875 r. założono park miejski, w 1850 r. Folwark Rządowy Zazamcze ustanowiono Zazamczem, częścią miasta Włocławek). Tereny te rozciągają się od ujścia Zgłowiączki do Wisły po dzisiejsze okolice ul. Zdrojowej i Słodowa. Natomiast na zachód od Folwarku Rządowego Zazamcze znajdowała się wieś Zazamcze („grunta włościan wsi Zazamcze”). Przez Zazamcze prowadził trakt Nieszawski (dzisiejsza ul. Toruńska) oraz trakt Osięciński (Wieniecki; dzisiejsza ul. Wieniecka). Wieś Zazamcze (czyli zachodnie Zazamcze, tj. tereny od ul. Wienieckiej na zachód) została przekształcona w dzielnicę Włocławka na mocy rozporządzenia Rady Ministrów z dnia 28 stycznia 1927 r. (znacznie wówczas poszerzono granice administracyjne miasta). Zachodnie Zazamcze utrzymywało swój rolniczo-ogrodniczo-willowy charakter jeszcze przez kilka następnych dziesięcioleci. Luźna zabudowa nie pasowała jednak do komunistycznej wizji miasta, dlatego bezprawnie (poprzez wywłaszczenia za groszowym odszkodowaniem) pozbawiono rolników i ogrodników Zazamcza około 200 ha gruntów i przeznaczono je pod budowę wielkiego zespołu mieszkaniowego. Większość dzisiejszej zabudowy zachodniego Zazamcza powstała w latach 1969–1978. Zazamcze miało zabezpieczać m.in. potrzeby mieszkaniowe budowniczych i pracowników Zakładów Azotowych Włocławek (dzisiejszy Anwil S.A.). Gościło bardzo wielu obcokrajowców – m.in. Francuzów, a później Brytyjczyków, zaangażowanych w budowę Zakładów Azotowych Włocławek, jednak gdy tylko ukończono budowę ZAW większość z nich opuściła Włocławek.

## Statystyki przestępczości
Na Zazamczu odnotowuje się około 17% przestępstw popełnianych we Włocławku, czyli tyle samo co w dzielnicy Południe, niewiele więcej niż na osiedlu Kazimierza Wielkiego (15%).

## Placówki oświatowe
- Państwowa Wyższa Szkoła Zawodowa
- Kujawska Szkoła Wyższa
- II Liceum Ogólnokształcące im. Mikołaja Kopernika
- Zespół Szkół Akademickich
- Zespół Szkół Elektrycznych
- Szkoła Podstawowa nr 5
- Szkoła Podstawowa nr 22
- Szkoła Podstawowa nr 18

## Duże przedsiębiorstwa
- Fabryka Urządzeń Technicznych WISŁA-BRYKA sp. z o.o. (pierwotnie fabryka maszyn rolniczych Wilhelma Haaka; początki działalności: 1850 r.)
- Kujawska Spółdzielnia Mleczarska
- Kujawska Wytwórnia Termometrów Spółdzielnia Pracy
- Polskie Przetwory sp. z o.o.
- Miejskie Przedsiębiorstwo Komunikacyjne sp. z o.o.
- Miejskie Przedsiębiorstwo Wodociągów i Kanalizacji sp. z o.o. (Stacja Uzdatniania Wody „Zazamcze”, Przepompownia Główna)
- Bomilla
- Przedsiębiorstwo Produkcyjno-Handlowo-Usługowe „ROLLS” sp. z o.o.
- Kujawsko-Pomorski Transport Samochodowy SA
- Delecta SA (pierwotnie fabryka cykorii „Ferdynand Bohm & Co”; początki działalności: 1816 r.)
- RUN-CHŁODNIA we Włocławku sp. z o.o.

## Opieka zdrowotna
- Miejski Zespół Opieki Zdrowotnej sp. z o.o. – Przychodnia nr 2 (ul. Wieniecka 34a)
- Samodzielny Publiczny Zespół Przychodni Specjalistycznych
- Wojewódzki Szpital Specjalistyczny im. Błogosławionego Księdza Jerzego Popiełuszki we Włocławku (ul. Wieniecka 49)

## Nazewnictwo ulic
Cechą charakterystyczną Zazamcza jest apolityczne nazewnictwo ulic. Jedyną ulicą sławiącą konkretną osobę jest ul. Prymasa Stefana Wyszyńskiego (wcześniej funkcjonująca jako ul. Toruńska). Wprawdzie komunistyczną nazwę posiadała dzisiejsza ul. Obwodowa (za czasów PRL ul. PKWN), a gdy PRL zaczęła chylić się ku upadkowi, włocławscy działacze partyjni zapragnęli wykazać, że twardo stoją po stronie władzy i ul. Promienną przemianowano na Aleję Przyjaźni Polsko-Radzieckiej, były to jednak wyjątki od reguły. Generalnie nie zmieniano również przedwojennych nazw ulic – były jedynie dwa takie przypadki – ul. Prymasa Stefana Wyszyńskiego (dawniej Toruńska) oraz ul. Mechaników (dawniej Czarna Droga).
pochodzenie nazw wybranych ulic:
Ceglana – prowadziła do cegielni Bojańczyka
Fabryczna – pierwsze zakłady przemysłowe Zazamcza
Hutnicza – nieistniejąca już wieś Huta (znajdowała się jednak dużo dalej na zachód niż ul. Hutnicza)
Lisek – prowadzi do Liska
Obwodowa – późna nazwa (wcześniej ul. PKWN), odwołująca się do planowanej niegdyś obwodnicy miejskiej (obecnie tzw. droga międzyosiedlowa)
Piwna – XVI-wieczny browar zamkowy lub istniejący tu później szynk
Rzeczna – nad rzeką Zgłowiączką
Solna – magazyn soli
Szpitalna – prowadziła do szpitala św. Antoniego
Toruńska – prowadzi do Torunia
Wieniecka – prowadzi do Wieńca
Ciekawie przedstawia się kwestia nazw ulic w południowo-zachodniej części Zazamcza – wszystkie nazwy ulic, bez wyjątku, mają tu przesłanie optymistyczne – Bajeczna, Hoża, Pogodna, Promienna, Przyjemna, Radosna, Rajska, Sielska, Urocza, Wesoła, nawet nazwy odwołujące się do historii Polski (Grunwaldzka, Chocimska) sławią zwycięstwa, a nie klęski i ofiary.

## Przewodniki i monografie
- Benedykt Czarnecki, Opowieści z dawnego Zazamcza, Włocławek 1997.